# Emile Wafflard
Emile Wafflard (Brussel, 16 november 1927 – 19 september 1994) was een Belgisch carambolebiljartspeler, actief in het kaderspel en het bandstoten.
Hij werd in 1959 wereldkampioen in Berlijn in de discipline kader 71/2. In 1977 eindigde Wafflard derde op het wereldkampioenschap bandstoten. Hiernaast werd hij tien keer Europees kampioen: negen keer in het kaderspel en in 1956 werd hij Europees kampioen bandstoten.

## Titels
- Wereldkampioen kader 71/2 - 1959
- Europees kampioen kader 47/1 - 1960
- Europees kampioen kader 47/2 - 1958, 1959, 1960, 1971
- Europees kampioen kader 71/2 - 1957, 1958, 1959, 1960
- Europees kampioen bandstoten - 1956

## Palmares
Kader 47/1
- 1960:  EK – gemiddelde 23,07

Kader 47/2
- 1952: 4e EK – gemiddelde 24
- 1956:  EK – gemiddelde 29,66
- 1958:  EK – gemiddelde 52,18
- 1959:  EK – gemiddelde 45,16
- 1960:  EK – gemiddelde 55,14
- 1971:  EK – gemiddelde 101,24
- 1976: 4e EK – gemiddelde 76,29

Kader 71/2
- 1950: 7e EK – gemiddelde 12,36
- 1952: 5e EK – gemiddelde 12,87
- 1956:  EK – gemiddelde 23,2
- 1957:  EK – gemiddelde 24,54
- 1958:  EK – gemiddelde 25,3
- 1959:  EK – gemiddelde 28,86
- 1959:  WK – gemiddelde 26,61
- 1960:  EK – gemiddelde 27,27
- 1976: 4e EK – gemiddelde 36,32

Bandstoten
- 1955: 5e EK – gemiddelde 3,42
- 1956:  EK – gemiddelde 4,52
- 1957: 5e EK – gemiddelde 5,35
- 1958:  EK – gemiddelde 5,94
- 1959: 5e EK – gemiddelde 4,94
- 1972:  EK – gemiddelde 13,56
- 1976: 4e EK – gemiddelde 8,2
- 1977:  WK – gemiddelde 8,58